# Eurovision Song Contest 1987
Il trentaduesimo Gran Premio Eurovisione della Canzone si tenne a Bruxelles (Belgio) il 9 maggio 1987.

## Storia
A causa delle polemiche fra la televisione di lingua francese, la vallone RTBF, e quella di lingua olandese, la fiamminga VRT, si dovette scegliere quale TV avrebbe organizzato il “Gran Premio dell'Eurovisione” del 1987. Nel 1986 vinse una candidata vallone, ma nel 1987 toccava alla televisione fiamminga scegliere il candidato belga; quest'ultima avrebbe voluto anche organizzare il concorso, ma la RTBF non fu d'accordo e insistette, riuscendo nell'intento, per organizzare il “Gran Premio”. Il ritorno della Grecia e dell'Italia portarono il numero di partecipanti a ventidue. La competizione fu vinta da Johnny Logan con il brano Hold me now per l'Irlanda; il cantante fu il primo a vincere il concorso per due volte. Plastic Bertrand, per il Lussemburgo, fu ventunesimo con il brano Amour-amour. L'Italia ritorna alla grande all'Eurofestival, con Umberto Tozzi e Raf che si piazzano al terzo posto con Gente di mare. Secondo alcune dichiarazioni in questa edizione doveva debuttare l'Unione Sovietica.

## Stati partecipanti

Stati partecipanti
Paesi che hanno partecipato in passato ma non nel 1987

Stati partecipanti
     Paesi che hanno partecipato in passato ma non nel 1987
| Stato                  | Artista                        | Brano                                  | Lingua     | Processo di selezione                                                                    |
| ---------------------- | ------------------------------ | -------------------------------------- | ---------- | ---------------------------------------------------------------------------------------- |
| Austria                | Gary Lux                       | Nur noch Gefuhl                        | Tedesco    | Interno                                                                                  |
| Belgio (organizzatore) | Liliane Saint-Pierre           | Soldiers of Love                       | Olandese   | Eurosong 1987, 14 marzo 1987                                                             |
| Cipro                  | Alexia                         | Aspro Mavro                            | Greco      | Interno                                                                                  |
| Danimarca              | Anne-Cathrine Herdorf & Bandjo | En lille melodi                        | Danese     | Dansk Melodi Grand Prix 1987, 28 febbraio 1987                                           |
| Finlandia              | Vicky Rosti                    | Sata salamaa                           | Finlandese | Euroviisukarsinta 1987, 21 febbraio 1987                                                 |
| Francia                | Christine Minier               | Les mots d'amour n'ont pas de dimanche | Francese   | Finale nazionale, 4 aprile 1987                                                          |
| Germania               | Wind                           | Lass die Sonne in dein Herz            | Tedesco    | Ein Lied für Brüssel, 26 marzo 1987                                                      |
| Grecia                 | Bang                           | Stop                                   | Greco      | Ellinikós Telikós 1986, 26 marzo 1987                                                    |
| Irlanda                | Johnny Logan                   | Hold Me Now                            | Inglese    | Eurosong 1987, 8 marzo 1987                                                              |
| Islanda                | Halla Margrét Árnadóttir       | Hægt og hljótt                         | Islandese  | Söngvakeppni Sjónvarpsins 1987                                                           |
| Israele                | Lazy Bums                      | Shir Habatlanim                        | Ebraico    | Kdam Eurovision 1987                                                                     |
| Italia                 | Umberto Tozzi & Raf            | Gente di mare                          | Italiano   | Festival di Sanremo 1987 per l'artista, 7 febbraio 1987; scelta interna per il brano     |
| Jugoslavia             | Novi fosili                    | Ja sam za ples                         | Croato     | Jugovizija 1987, 7 marzo 1987                                                            |
| Lussemburgo            | Plastic Bertrand               | Amour, Amour                           | Francese   | Interno                                                                                  |
| Norvegia               | Kate Gulbrandsen               | Mitt liv                               | Norvegese  | Melodi Grand Prix 1987, 28 febbraio 1987                                                 |
| Paesi Bassi            | Marcha                         | Rechtop in de wind                     | Olandese   | Selezione interna per l'artista; Nationaal Songfestival 1987 per il brano, 25 marzo 1987 |
| Portogallo             | Nevada                         | Neste barco à vela                     | Portoghese | Festival da Canção 1987, 7 marzo 1987                                                    |
| Regno Unito            | Rikki                          | Only the Light                         | Inglese    | A Song For Europe 1987, 10 aprile 1987                                                   |
| Spagna                 | Patricia Kraus                 | No estás solo                          | Spagnolo   | Interno                                                                                  |
| Svezia                 | Lotta Engberg                  | Boogaloo                               | Svedese    | Melodifestivalen 1987, 21 febbraio 1987                                                  |
| Svizzera               | Carol Rich                     | Moitié, moitié                         | Francese   | Concours Eurovision 1987, 31 gennaio 1987                                                |
| Turchia                | Seyyal Taner & Lokomotif       | Şarkım Sevgi Üstüne                    | Turco      | 11. Eurovision Şarkı Yarışması Türkiye Finali, 21 febbraio 1987                          |

### Artisti ritornanti
- Gary Lux (Austria 1983 - come una parte del gruppo "Westend", Austria 1985)
- Wind (Germania 1985)
- Johnny Logan (Irlanda 1980 - il vincitore)

## Struttura di voto
Ogni paese premia con dodici, dieci, otto e dal sette all'uno punti le proprie dieci canzoni preferite.

## Orchestra
Diretta dai maestri: Laszlo Bencker (Germania), Jo Carlier (Cipro), Terje Fjaern (Norvegia), Ronnie Hazlehurst (Regno Unito), Curt-Eric Holmquist (Svezia), Nikica Kalogjera (Jugoslavia), Noel Kelehan (Irlanda), Henrik Krogsgård (Danimarca), Eduardo Leiva (Spagna), Gianfranco Lombardi (Italia), Garo Mafyan (Turchia), Alec Mansion (Lussemburgo), Giorgos Niarchos (Grecia), Jaime Oliveira (Portogallo), Kobi Oshrat (Israele), Richard Österreicher (Austria), Jean-Claude Petit (Francia), Hjalmar Ragnarsson (Islanda), Ossi Runne (Finlandia), Freddy Sunder (Belgio) e Rogier van Otterloo (Paesi Bassi). La canzone svizzera non ha utilizzato l'accompagnamento orchestrale.

## Classifica
| N° | Stato       | Cantante                         | Canzone                                | Punti | Posizione |
| -- | ----------- | -------------------------------- | -------------------------------------- | ----- | --------- |
| 01 | Norvegia    | Kate Gulbrandsen                 | Mitt liv                               | 65    | 9         |
| 02 | Israele     | Lazy Bums                        | Shir ha-batlanim                       | 73    | 8         |
| 03 | Austria     | Gary Lux                         | Nur noch Gefühl                        | 8     | 20        |
| 04 | Islanda     | Halla Margrét Árnadóttir         | Hægt og hljótt                         | 28    | 16        |
| 05 | Belgio      | Liliane Saint-Pierre             | Soldiers Of Love                       | 56    | 11        |
| 06 | Svezia      | Lotta Engberg                    | Boogaloo                               | 50    | 12        |
| 07 | Italia      | Umberto Tozzi e Raf              | Gente di mare                          | 103   | 3         |
| 08 | Portogallo  | Nevada                           | Neste barco à vela                     | 15    | 18        |
| 09 | Spagna      | Patricia Kraus                   | No estás solo                          | 10    | 19        |
| 10 | Turchia     | Seyyal Taner & Grup Lokomotif    | Şarkım sevgi üstüne                    | 0     | 22        |
| 11 | Grecia      | Bang                             | Stop                                   | 64    | 10        |
| 12 | Paesi Bassi | Marcha                           | Rechtop in de wind                     | 83    | 5         |
| 13 | Lussemburgo | Plastic Bertrand                 | Amour, amour                           | 4     | 21        |
| 14 | Regno Unito | Rikki                            | It's Only The Light                    | 47    | 13        |
| 15 | Francia     | Christine Minier                 | Les mots d'amour n'ont pas de dimanche | 44    | 14        |
| 16 | Germania    | Wind                             | Laß die Sonne in dein Herz             | 141   | 2         |
| 17 | Cipro       | Alexia                           | Aspro, mavro                           | 80    | 7         |
| 18 | Finlandia   | Vicky Rosti & Boulevard          | Sata salamaa                           | 32    | 15        |
| 19 | Danimarca   | Anne-Cathrine Herdorf & Drengene | En lille melodi                        | 83    | 5         |
| 20 | Irlanda     | Johnny Logan                     | Hold Me Now                            | 172   | 1         |
| 21 | Jugoslavia  | Novi Fosili                      | Ja sam za ples                         | 92    | 4         |
| 22 | Svizzera    | Carol Rich                       | Moitié, moitié                         | 26    | 17        |

12 punti
| N. | A           | Da                                                                             |
| -- | ----------- | ------------------------------------------------------------------------------ |
| 8  | Irlanda     | Austria, Belgio, Finlandia, Italia, Paesi Bassi, Regno Unito, Svezia, Svizzera |
| 5  | Italia      | Germania, Irlanda, Jugoslavia, Portogallo, Spagna                              |
| 2  | Germania    | Danimarca, Islanda                                                             |
| 2  | Jugoslavia  | Norvegia, Turchia                                                              |
| 1  | Cipro       | Grecia                                                                         |
| 1  | Francia     | Lussemburgo                                                                    |
| 1  | Grecia      | Cipro                                                                          |
| 1  | Paesi Bassi | Francia                                                                        |
| 1  | Svezia      | Israele                                                                        |